# The Grass Is Always Greener
The Grass Is Always Greener (2006) è un album della cantautrice tedesca Barbara Morgenstern.

## Tracce
1. The Grass Is Always Greener – 4:43
2. The Operator – 4:23
3. Polar – 3:24
4. Das Schöne Einheitsbild – 3:13
5. Unser Mann Aus Hollywood – 2:45
6. Juist – 3:53
7. Alles Was Lebt Bewegt Sich – 3:40
8. Ein Paar Sekunden – 3:34
9. Die Japanische Schranke – 5:06
10. Quality Time – 4:09
11. Mailand – 2:35
12. Initials B.M. – 4:09